# شلوار جین نجاری

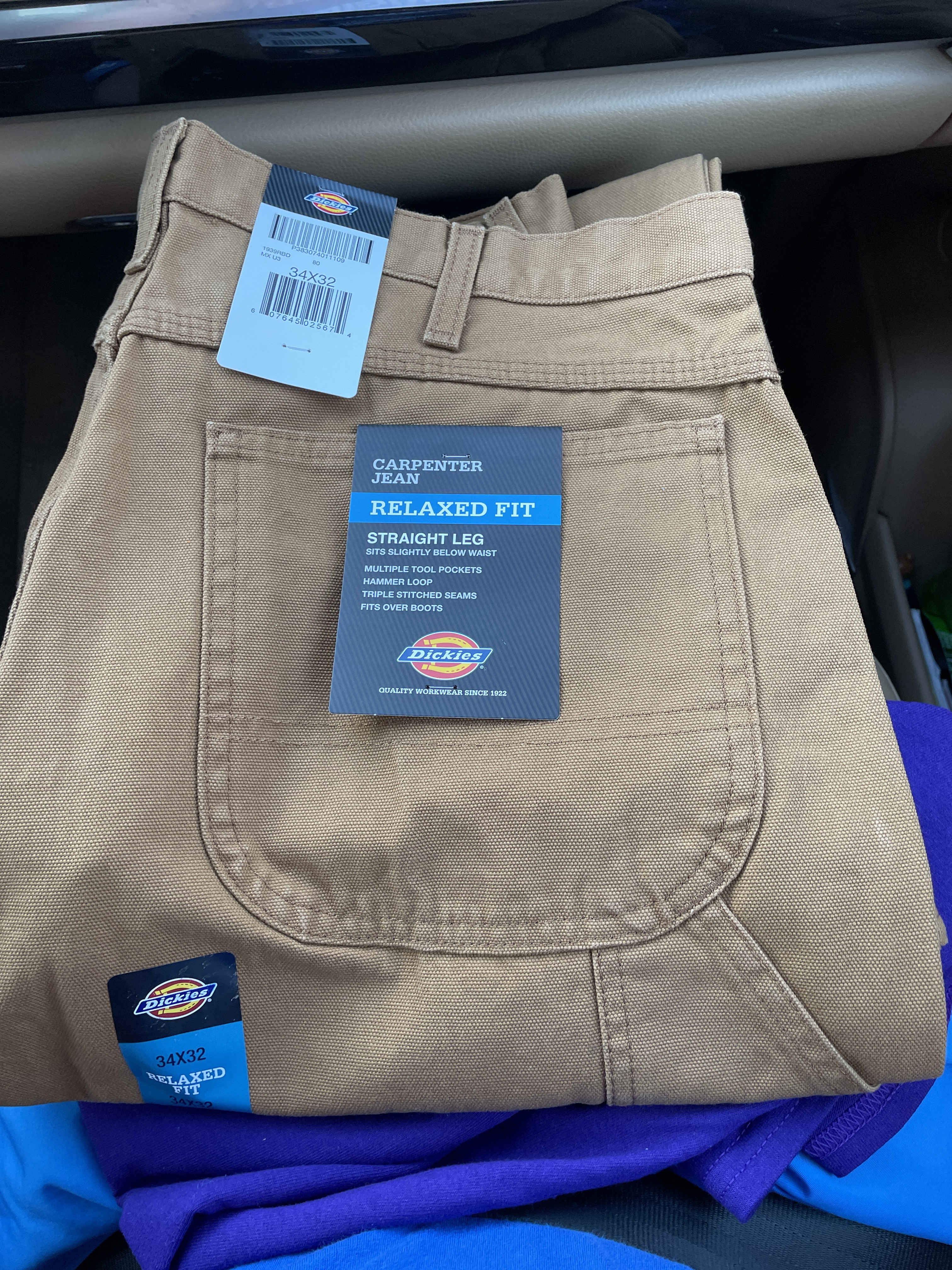
نمونه‌ای از شلوار جین نجاری

شلوار جین نجاری، گونه‌ای از شلوار جین با جیب و حلقه‌های زیاد است که می‌توان از آن برای حمل ابزار استفاده نمود تا دست‌ها آزاد باشند. این گونه شلوار جین دارای ساق پا گشاد است تا بتواند وسایل چسبانده شده را در خود جای دهد. این شلوارها بیشتر توسط کارگران ساختمانی و نجارها پوشیده می‌شوند.

## خصوصیات
شلوار جین نجاری بیشتر، از رنگ‌هایی پایدار ساخته می‌شوند. رنگ‌های این شلوار گوناگون است. اما محبوبترین آن رنگ‌های سفید و بژ هستند. همچنین این شلوار دارای یک «حلقه چکشی» است که معمولاً در پای چپ قرار می‌گیرد. این قابلیت در ابتدا با هدف کمک به نجاران برای حمل ابزار بدون نیاز به تسمه ابزار طراحی شده بود.